# Tomás Martín Etcheverry
Tomás Martín Etcheverry (La Plata, 18 de julio de 1999) es un tenista argentino.
Tiene 3 títulos ATP Challenger en individuales y 1 en dobles.

## Trayectoria

### 2021
Hizo su debut en el cuadro principal de un torneo de nivel ATP en el Delray Beach Open de 2021.
En el Córdoba Open 2021 también llegó al cuadro principal luego de vencer en la clasificación a Leonardo Mayer, Christian Lindell y Ernesto Escobedo. Obtuvo su primera victoria en nivel ATP en ese torneo frente a Andrej Martin por 6-3 y 7-6.
En el Challenger de Perugia 2021 venció en semifinales por primera vez a un top 100, Salvatore Caruso, primer preclasificado del torneo. En la final le ganó a Vitaliy Sachko por 7-5 y 6-2 para alcanzar su primer título Challenger.
Unas semanas después obtiene el Challenger de Trieste 2021 al vencer en la final al también platense Thiago Agustín Tirante por 6-1 y 6-1.

### 2022
En el Abierto de Australia 2022 ingresó por primera vez al cuadro principal de un Grand Slam luego de superar la clasificación, donde venció a Kimmer Coppejans, Jason Kubler y Flavio Cobolli.
En marzo obtiene el Challenger del Biobío venciendo en la final a Hugo Delien por 6-3 y 6-2.
En abril de 2022 resulta finalista del Challenger de Ciudad de México, lo que le permite alcanzar por primera vez el Top 100 del ranking ATP y la clasificación al cuadro principal de Roland Garros. En el torneo parisino es derrotado en primera ronda por Miomir Kecmanović por  3-6, 5-7y 3-6.
Llega a los cuartos de final del Challenger de Forli 6 y disputa la final del Challenger de Perugia, perdiendo ante Jaume Munar.

### 2023
Por primera vez, llega a la final de un torneo ATP en el Chile Open tras vencer a su compatriota Sebastián Báez en las semifinales. En la final, pierde contra Nicolás Jarry por 7-6(5), 6-7(5), 2-6. 
El 9 de abril llegó a su segunda final de un torneo ATP 250, en el ATP de Houston, pierde ante Frances Tiafoe por 6-7(1), 6-7(6), y logra alcanzar el mejor ranking de su historia: el puesto 59°.
El 20 de mayo de 2023, tras una semana de gran tenis, llegó a la final del Challenger de Burdeos, dónde perdió en la final contra Ugo Humbert por 6-7(3), 4-6, y alcanza el puesto 46° del ranking.
En Roland Garros llega a los cuartos de final en un Grand Slam por primera vez en su carrera luego de vencer sin perder ningún set a Jack Draper, Alex de Miñaur, Borna Ćorić y a Yoshihito Nishioka.
En Wimbledon 2023, venció en la primera ronda a Bernabé Zapata Miralles en un intenso partido de 5 sets. En segunda ronda, cayó ante el histórico  Stan Wawrinka en 4 sets.

## Títulos ATP (0; 0+0)

### Individual (0)
| Leyenda                   |
| Grand Slam (0)            |
| ATP Tour Finals (0)       |
| ATP Tour Masters 1000 (0) |
| ATP Tour 500 (0)          |
| ATP Tour 250 (0)          |

#### Finalista (3)
| N.º | Fecha              | Torneo   | Superficie    | Oponente en la final       | Resultado           |
| --- | ------------------ | -------- | ------------- | -------------------------- | ------------------- |
| 1.  | 5 de marzo de 2023 | Santiago | Tierra batida | Nicolás Jarry              | 7-6(5), 6-7(5), 2-6 |
| 2.  | 9 de abril de 2023 | Houston  | Tierra batida | Frances Tiafoe             | 6-7(1), 6-7(6)      |
| 3.  | 25 de mayo de 2024 | Lyon     | Tierra batida | Giovanni Mpetshi Perricard | 4-6, 6-1, 6-7(7)    |

## Títulos ATP Challenger (4; 3+1)

### Individuales (3)
| N.° | Fecha      | Torneo                | Superficie    | Oponente en la final   | Resultado |
| --- | ---------- | --------------------- | ------------- | ---------------------- | --------- |
| 1.  | 11.07.2021 | Challenger de Perugia | Tierra batida | Vitaliy Sachko         | 7-5, 6-2  |
| 2.  | 01.08.2021 | Challenger de Trieste | Tierra batida | Thiago Agustín Tirante | 6-1, 6-1  |
| 3.  | 20.03.2022 | Challenger del Biobío | Tierra batida | Hugo Dellien           | 6-3, 6-2  |

### Finalista (6)
| N.° | Fecha      | Torneo                         | Superficie    | Oponente en la final    | Resultado           |
| --- | ---------- | ------------------------------ | ------------- | ----------------------- | ------------------- |
| 1.  | 26.09.2020 | Challenger de Sibiu            | Tierra batida | Marc-Andrea Huesler     | 5-7, 0-6            |
| 2.  | 08.08.2021 | Challenger de Cordenons        | Tierra batida | Francisco Cerúndolo     | 1-6, 2-6            |
| 3.  | 09.04.2022 | Challenger de Ciudad de México | Tierra batida | Marc-Andrea Huesler     | 4-6, 2-6            |
| 4.  | 12.06.2022 | Challenger de Perugia          | Tierra batida | Jaume Munar             | 3-6, 6-4, 1-6       |
| 5.  | 14.11.2022 | Challenger de Montevideo       | Tierra batida | Genaro Alberto Olivieri | 7-6(3), 6-7(5), 3-6 |
| 6.  | 20.05.2023 | Challenger de Burdeos          | Tierra batida | Ugo Humbert             | 6-7(3), 4-6         |

### Dobles (1)
| N.º | Fecha      | Torneo                 | Superficie    | Compañero   | Oponentes en la final                    | Resultado        |
| --- | ---------- | ---------------------- | ------------- | ----------- | ---------------------------------------- | ---------------- |
| 1.  | 06.06.2021 | Challenger de Biella 7 | Tierra batida | Renzo Olivo | Luis David Martínez David Vega Hernández | 3-6, 6-3, [10-8] |